# Kostel Nanebevzetí Panny Marie (Unkovice)
Kostel Nanebevzetí Panny Marie je římskokatolický chrám v obci Unkovice v okrese Brno-venkov. Je chráněn jako kulturní památka České republiky. Je filiálním kostelem židlochovické farnosti.

## Historie
Kostel se v Unkovicích nacházel již ve 14. století, do roku 1341 je datována první zpráva o místní faře. Unkovická farnost byla v roce 1633 přesunuta do Židlochovic. Současná barokní podoba chrámu pochází z roku 1767, kdy jej nechal přestavět a rozšířit Jan z Ditrichštejna. Jeho interiér byl naposledy upravován v 70. letech 20. století. Ve věži se nachází tři zvony z 16. a 17. století, oltářní obraz je z roku 1849.
Kolem kostela se nachází hřbitov.